# Întâlnire neașteptată
Întâlnire neașteptată (titlu original: Picking Up & Dropping Off) este un film de Crăciun american de televiziune din 2003 regizat de Steven Robman. În rolurile principale joacă actorii Scott Wolf și Amanda Detmer. A avut premiera la ABC Family în 2003 în cadrul blocului de programe TV 25 Days of Christmas.

## Prezentare
Un tată divorțat și o mamă divorțată se întâlnesc la Aeroportul Internațional Denver atunci când vin să-și întâlnească copii  și să-i trimită pe durata sărbătorilor de iarnă la foștii lor parteneri de viață.

## Distribuție
- Scott Wolf - Will
- Amanda Detmer - Jane
- Eddie McClintock - Charlie
- Maggie Hill - Claire